# Elaphoglossum gemmatum
Elaphoglossum gemmatum är en träjonväxtart som beskrevs av Alejandra Vasco. Elaphoglossum gemmatum ingår i släktet Elaphoglossum och familjen Dryopteridaceae. Inga underarter finns listade.